# Троицко-Посадское сельское поселение
Тро́ицко-Поса́дское се́льское поселе́ние (до 2014 года называлось Троицкопосадское сельское поселение; горномар. Когосола вел солавлӓ) — муниципальное образование в Горномарийском районе Марий Эл Российской Федерации.
Административный центр — село Троицкий Посад.

## История
Статус и границы Троицкопосадского сельского поселения установлены Законом Республики Марий Эл от 18 июня 2004 года № 15-З «О статусе, границах и составе муниципальных районов, городских округов в Республике Марий Эл».
В 2014 году Законом Республики Марий Эл от 31 октября 2014 года № 50-З «О внесении изменений в некоторые законодательные акты Республики Марий Эл» переименовано в Троицко-Посадское сельское поселение

## Население
| 2002  | 2010  | 2011  | 2012  | 2013  | 2014  | 2015  |
| ----- | ----- | ----- | ----- | ----- | ----- | ----- |
| 2226  | ↘2012 | ↘1997 | ↘1903 | ↘1872 | ↘1862 | ↘1783 |
| 2016  | 2017  | 2018  | 2019  | 2020  | 2021  | 2023  |
| ↘1742 | ↘1708 | ↘1677 | ↘1632 | ↘1623 | ↘1403 | ↘1369 |

## Состав сельского поселения
| №  | Населённый пункт | Тип населённого пункта       | Население |
| -- | ---------------- | ---------------------------- | --------- |
| 1  | Аксаево          | село                         | ↗129      |
| 2  | Высоково         | деревня                      | ↗32       |
| 3  | Данилиха         | деревня                      | ↘14       |
| 4  | Елубкино         | деревня                      | →38       |
| 5  | Коптяково        | деревня                      | ↘119      |
| 6  | Лавранангер      | деревня                      | →54       |
| 7  | Малая Юнга       | деревня                      | →11       |
| 8  | Мумариха         | деревня                      | ↘304      |
| 9  | Новая            | деревня                      | ↗47       |
| 10 | Пернянгаши       | деревня                      | ↗123      |
| 11 | Покровское       | село                         | ↗51       |
| 12 | Потереево        | деревня                      | ↘106      |
| 13 | Сарманкино       | деревня                      | ↗67       |
| 14 | Сиухино          | деревня                      | ↗281      |
| 15 | Троицкий Посад   | село, административный центр | ↘550      |
| 16 | Чекеево          | деревня                      | ↘164      |